# Mycetophila chiloensis
Mycetophila chiloensis är en tvåvingeart som beskrevs av Duret 1981. Mycetophila chiloensis ingår i släktet Mycetophila och familjen svampmyggor. Inga underarter finns listade i Catalogue of Life.